# Eparchie
Eine Eparchie (von altgriechisch ἐπαρχία eparchia, die Provinz) ist eine Diözese vor allem der Orthodoxen Kirchen und der Katholischen Ostkirchen und entspricht der Diözese (Bistum) der Lateinischen Kirche. Der Diözesanbischof einer Eparchie trägt den Titel Eparch.
Diözesen außerhalb des angestammten Territoriums einer Kirche heißen Exarchat.
Eine Eparchie kann verschiedene Vikariate umfassen.
In der Alten Kirche war die Gliederung der Kirchenverwaltung an die staatlichen Administrationsgrenzen angelehnt, Dioecesis. Die Bezeichnung leitet sich von der Verwaltungseinheit Eparchie ab, einer anderen Bezeichnung der Dioecesis (altgriechisch διοίκησις dioíkēsis).

## Listen von Eparchien
Orthodoxe Kirchen
- Eparchien der Russisch-Orthodoxen Kirche
- Eparchien der Serbisch-Orthodoxen Kirche
- Eparchien der Rumänisch-Orthodoxen Kirche
- Eparchien der Bulgarisch-Orthodoxen Kirche
- Eparchien der Georgisch-Orthodoxen Kirche
- Eparchien der Finnisch-Orthodoxen Kirche
- Eparchien der Russischen Altgläubigen

Katholische Ostkirchen
- Diözesen der Katholischen Ostkirchen

Römisch Katholische Kirche
- Italo-albanische Kirche